# Amanita ceciliae
Amanita ceciliae (Berk. & Broome) Bas 1984 è un basidiomicete del gruppo della famiglia delle Amanitaceae. Come tutte le specie della sezione Vaginatae presenta un'evidente striatura sul margine del cappello ed è priva di anello.

## Etimologia
Il nome deriva dal latino ceciliae, "di Cecilia".

## Descrizione della specie

### Cappello
8–16 cm, prima campanulato-ogivato, poi convesso, infine piano, con leggero umbone centrale; di un bel grigio caldo tendente al bruno, ma anche variabile dal giallo-olivastro al brunastro, di varie tonalità, più scuro al centro.

Presenta resti di velo abbastanza persistenti, grigiastri che tendono ad annerire. Margine vistosamente striato.

### Lamelle

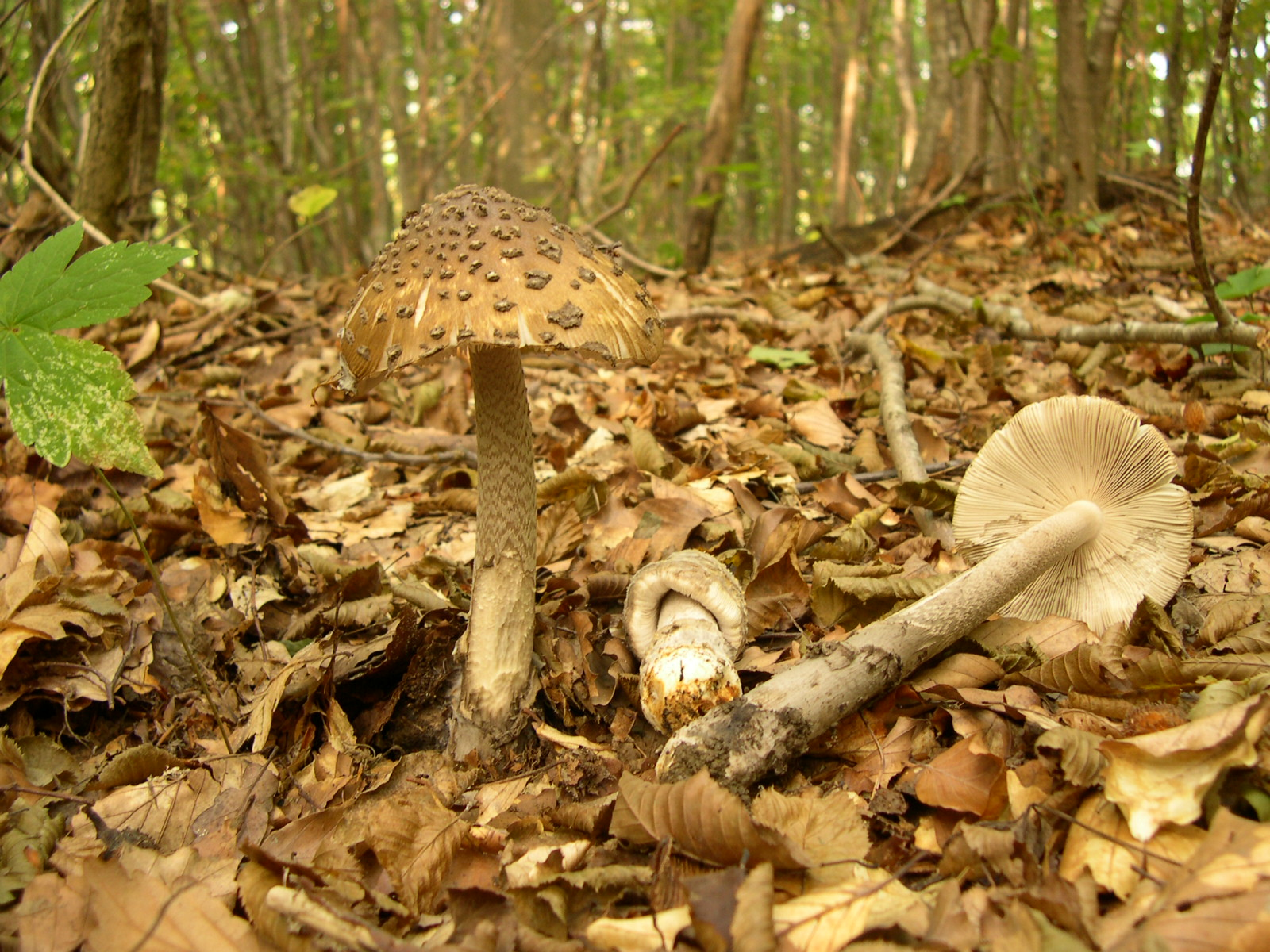
Amanita ceciliae

Fitte, di colore bianco, libere al gambo che tendono ad ingrigire sul filo negli esemplari adulti.

### Gambo
Assai slanciato (10-25 x 1,5-2,5 cm) tanto da far pensare ad una Macrolepiota procera, come questa presenta zebrature grigio medio su un fondo biancastro; leggermente attenuato verso l'alto, privo di anello, cavo all'interno a maturità.

### Volva
Ridotta a frammenti o dissociata in pseudo cercini concolori alle decorazioni zebrate del gambo; bianca, grigiastra al piede appena ingrossato.

### Carne
Bianca oppure bianco-sporca (quasi grigia), immutabile.
- Odore: subnullo, non ben definibile.
- Sapore: analogo.

### Caratteri microscopici
Sporebianche in massa, all'analisi microscopica tendenzialmente sferiche, 10,2-11,6 x 11-12,7 µm.

## Distribuzione e habitat
L'Amanita ceciliae cresce in estate/autunno, nei boschi termofili di latifoglia, su terreno argilloso. Alcuni autori l'assegnano anche ad habitat di conifera a basse quote. È piuttosto rara.

## Commestibilità
Velenoso da crudo.
Seppur commestibile dopo adeguata cottura, bisogna evitarne la raccolta poiché assai raro.

## Tassonomia

### Sinonimi e binomi obsoleti
- Agaricus ceciliae Berk. & Broome, Ann. Mag. nat. Hist., Ser. 2 13: 396 (1854)
- Amanita inaurata Secr. ex Gillet, Hyménomycètes (Alençon): 41 (1874)
- Amanita strangulata sensu auct. mult.; fide Checklist of Basidiomycota of Great Britain and Ireland (2005)
- Amanitopsis ceciliae (Berk. & Broome) Wasser, Flora Gribov Ukrainy, Bazidiomitsety. Amanital'nye Griby (Kiev): 144 (1992)
- Amanitopsis inaurata (Secr. ex Gillet) Fayod, Annls Sci. Nat., Bot., sér. 9: 317 (1889)[1]

### Specie simili
- Qualche altra specie di Amanita del gruppo delle Vaginatae.
- Può essere confuso dai più inesperti con Amanita pantherina che però possiede un vistoso anello.
- Amanita rubescens.